# Samsung YP-U3
Samsung YP-U3 — миниатюрный аудиоплеер, плейдрайв компании Samsung Electronics. Принадлежит к Yepp U серии.
Отличается от предыдущих моделей серии сенсорным управлением и наличием выдвижного тонкого (а не полноразмерного) штекера USB «type A». Поддерживается MTP или UMS (в зависимости от региона). При подсоединении к компьютеру аккумулятор заряжается. Ёмкость встроенного Li-Pol аккумулятора составляет 250 мА·ч.
Как и предыдущие модели имеет FM-тюнер и микрофон.
Плеер оснащен системой усиления низких частот Bass Booster и системой обработки звука DNSe. Поддерживаемые форматы файлов: MP3, WMA, OGG, ASF.
В комплект поставки входят:
- Плеер
- Наушники
- Катушка для кабеля наушников
- Клипса
- Компакт-диск с драйверами и ПО